# مقاطعة واشنطن (رود آيلاند)
مقاطعة واشنطن هي مقاطعة في جزيرة رود، تتبع رود آيلاند، بلغ عدد سكانها 126٬979  نسمة، في 2010، عاصمتها ساوث كينغستاون، تبلغ مساحتها 1٬458 كيلومتر مربع.

## الموقع
تشترك في الحدود مع:
- مقاطعة كينت (رود آيلاند).

## التقسيمات الإدارية
- شارلستون
- إكستر
- هوبكينتون
- ناراغانسيت
- نيو شورهام
- نورث كينغستاون
- ريتشموند
- ساوث كينغستاون
- ويسترلي.